# Radja Nainggolan
Radja Nainggolan, född 4 maj 1988 i Antwerpen, är en belgisk fotbollsspelare som spelar för den indonesiska klubben Bhayangkara.

## Klubbkarriär
Nainggolan har tillbringat huvuddelen av sin proffskarriär i Italien och har då spelat i Piacenza, Roma, Cagliari, eller Inter. 
Sommaren 2018 skrev han på ett fyraårskontrakt med Inter med en övergångssumma som landade på 38 miljoner euro (393 miljoner kronor). Nainggolan debuterade för Inter i Serie A borta mot Bologna den 1 september 2018, där han hjälpte Inter till 3-0 genom att göra sitt första mål för klubben. Sommaren 2019 lånades Nainggolan ut till Cagliari över den kommande säsongen, efter att ha fått veta att han inte ingick i den nya tränaren Antonio Contes planer. Den 31 december 2020 lånades Nainggolan på nytt ut till Cagliari över resten av säsongen 2020/2021.
Den 10 augusti 2021 kom Nainggolan överens med Inter om att bryta kontraktet. Fyra dagar senare skrev han på ett tvåårskontrakt med belgiska Antwerp. Under den efterföljande säsongen blev han anhållen då han kört bil med ett utgånget körkort. Den 18 oktober 2022 blev han avstängd på obestämd tid av klubben efter att ha rökt en e-cigarett på avbytarbänken i samband med en 3-0 förlust mot Standard Liege. Han lämnade klubben i december samma år.
30 januari 2023 skrev han ett femmånaderskontrakt med Serie A-klubben SPAL. Klubben kom näst sist i ligan och blev således nedflyttade till Serie B. Under sommarfönstret blev IFK Göteborg erbjudna att värva spelaren, men tackade nej. Klubbens tekniska direktör Ola Larsson kallade beslutet "enkelt" då Nainggolan inte har "drömt om Blåvitt när han vaknar på morgonen".
29 november 2023 skrev han på ett kontrakt med den indonesiska klubben Bhayangkara, som varar till säsongens slut.

## Landslagskarriär
Nainggolan representerade Belgiens landslag mellan 2009 och 2018 och var bland annat uttagen i Belgiens trupp till EM 2016. Den 21 maj 2018 meddelade Nainggolan att han slutade i landslaget efter att ha blivit petad från Belgiens trupp till VM i Ryssland 2018. Det blev sammanlagt 30 landskamper för Nainggolan i landslaget.